# Institut national des sciences appliquées de Toulouse
Institut national des sciences appliquées de Toulouse (INSA Toulouse, Institutele Naționale de Științe Aplicate), fondată în 1963, este o universitate tehnică de stat din Toulouse (Franța).

## Secții
- Master

Domeniu: Inginerie 
- Doctorat

Domeniu: Material, structuri, biotehnologie, energie, modelare, nanotehnologie
- Mastère Spécialisé